# Ski

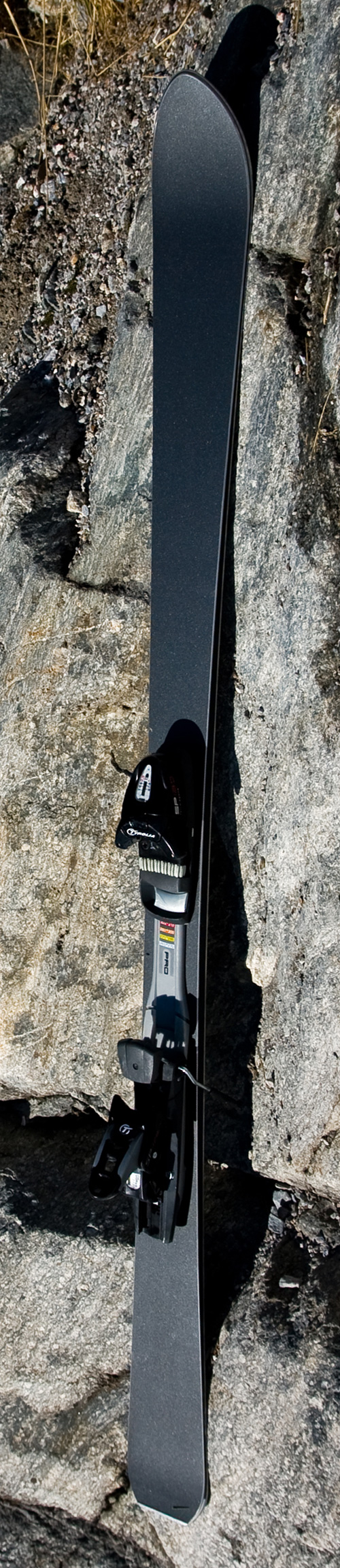
Carving-Ski

Ein Ski oder auch Schi ist ein langes, schmales und flaches Sportgerät, das vorwiegend paarweise zur gleitenden Fortbewegung auf Schnee dient. Dazu werden die Ski mit einer Bindung an den Skischuhen befestigt. Jeder Ski hat eine Lauffläche und eine nach oben gebogene Skispitze, die sogenannte Schaufel. Die Form der Ski unterscheidet sich nach der damit ausgeübten Sportart oder dem speziellen Einsatzbereich. Neben den Ski für die Fortbewegung auf Schnee gibt es auch spezielle Wasserski und Grasski, herkömmliche Ski können auch auf Sand oder speziellen Matten verwendet werden.

## Wortherkunft, Sprachliches
Das Wort Ski wurde im 19. Jahrhundert vom norwegischen ski entlehnt, was Scheit (gespaltenes Holz) oder Schneeschuh bedeutet. Das Wort stammt seinerseits von dem gleichbedeutenden altnordischen skíð ab und ist mit dem deutschen Wort Scheit urverwandt.
Als Pluralform sind laut Duden Ski und Skier bzw. Schi und Schier üblich. Die Aussprache lautet vornehmlich „Schi“ (wie auch im Norwegischen), lokal bzw. dialektal kommt auch „Schgi“ vor, etwa in Graubünden und im Wallis.

## Geschichte

### Skifunde
Der berühmteste Skifund ist der mit einem Alter von 4500 Jahren datierte „Ski von Hoting“, er wurde in einem Moor bei Hoting in Schweden gefunden. Es handelt sich um ein 110 cm langes und 10 cm breites Brett. Eine 4000 Jahre alte Felsritzung eines Skifahrers wurde auf der norwegischen Halbinsel Rødøy gefunden.
Bislang galten Skifunde aus Kalvträsk im nördlichen Schweden mit einer Datierung von vor 3200 Jahren als älteste Ski. Anfang des 21. Jahrhunderts kamen jedoch bei Ausgrabungen in Vis, einem Dorf nahe der nordwestrussischen Stadt Sosnogorsk, durch die Russische Akademie der Wissenschaften einige Skifragmente zu Tage, die auf rund 8300 Jahre vor unserer Zeitrechnung datiert werden konnten. Diese Tatsache bedeutet, dass die nachweisbare Geschichte des Skis doppelt so alt ist wie bisher angenommen.
Aufgrund dieser Funde sowie einiger mittelalterlicher Abbildungen, z. B. auf der Hereford-Karte aus dem späten 13. Jahrhundert, wird die Erfindung des Skis oft dem Volk der Saami zugeschrieben. Diese Meinung ist jedoch umstritten, da Ski in vielen schneereichen Gegenden auf der ganzen Erde als frühes Fortbewegungsmittel Verwendung fanden.

### Ski als Fortbewegungsmittel

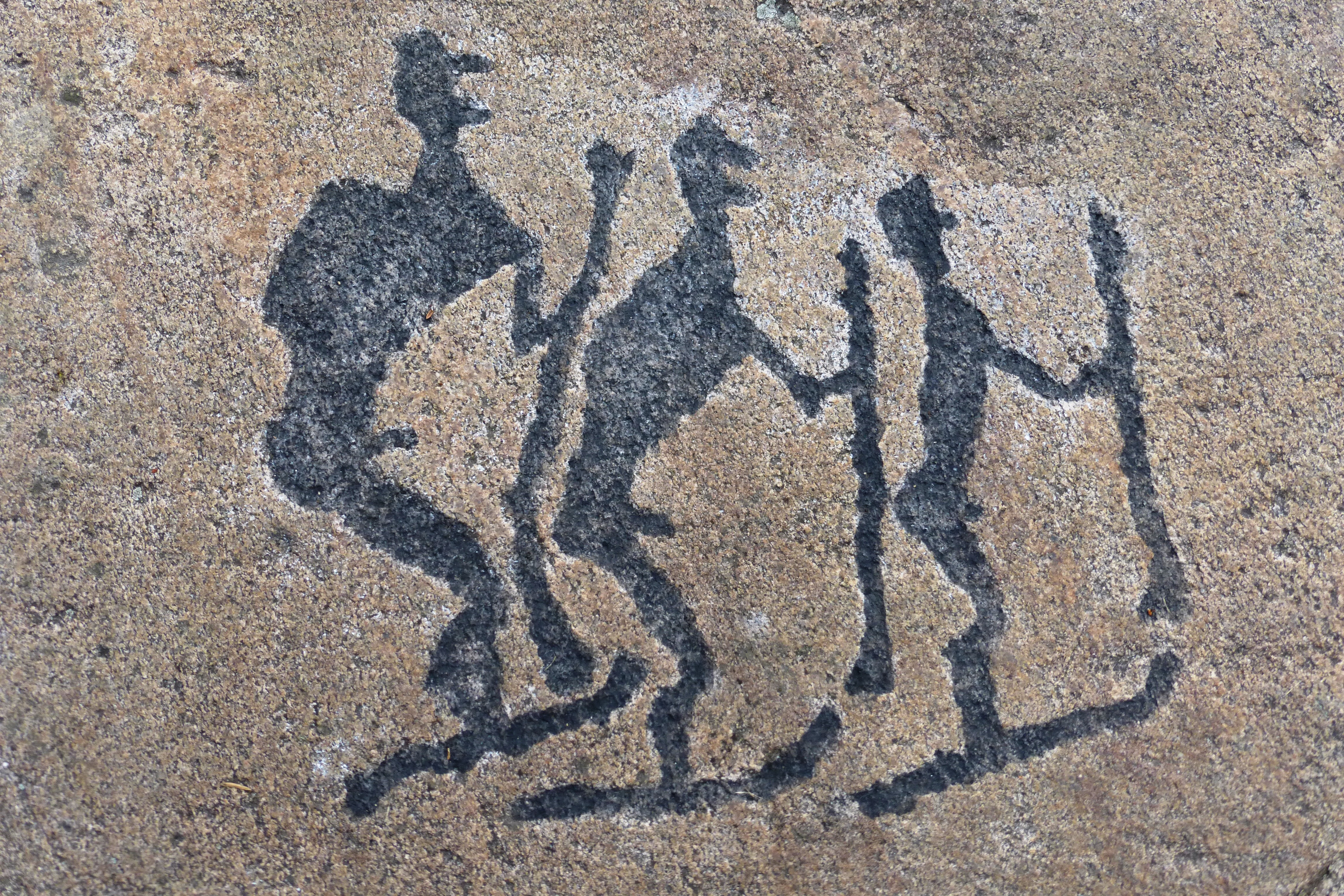
Petroglyphen von Belomorsk

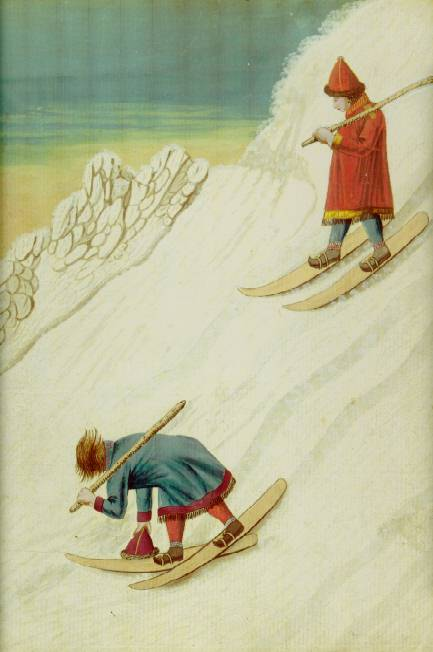
Darstellung skifahrender Sámi mit typischen Lapplandski von 1767

Die Völker Skandinaviens benutzten Ski, die der heutigen Form am nächsten kommen. Viele Siedlungen lagen abgeschieden, in hügeligem, zum Teil steilem Terrain. Auf dem Runenstein U 855 von Balingsta prästgård ist ein Jäger auf Skiern abgebildet. Da viele sich Pferde und Schlitten nicht leisten konnten, waren Skier als günstiges Fortbewegungs- und Transportmittel sehr beliebt. Auch Frauen benutzten Ski; in vielen Sippen verwendeten sie besondere „Mädchenski“, die etwas kürzer, schmaler und leichter (oft aus Birkenholz) waren.
In den verschiedenen Regionen Skandinaviens entwickelten sich die Ski unterschiedlich. Einige waren kürzer und leichter, andere breiter und länger. Alle waren kunstvoll verziert und konnten am Muster der Sippe zugeordnet werden. In einigen Regionen benutzte man eine Zeit lang unterschiedlich lange Ski, einen „Langski“ (Gleitski, oft bis zu 3 m lang), und einen kurzen, fellüberzogenen „Schwungski“ zum Abstoßen („Andor“); das Fahren mit diesen Skiern erinnert an Tretroller fahren. Es gab viele verschiedene Skiformen, von völlig abgeflachten Oberseiten bis zu runden oder spitzen Rücken (Kehlung), auch die Laufflächen waren unterschiedlich gearbeitet: mit Plan- oder mit Längsrille; diese hatte wiederum eine runde oder kantige Form. Einige Skiläufer unterschieden auch zwischen linkem und rechtem Ski. Auch auf Holzart und Weise, wie Ski aus dem Stamm geschnitten wurden, legte man bereits Wert. Esche, Birke und Kiefer waren beliebte Hölzer für die Herstellung von Ski. Eine Skiform, die zum Teil noch im 20. Jahrhundert in Lappland verwendet wurde, besteht aus einem vorne und hinten hochgebogenen Ski mit einer offenen Lederschlaufe als Bindung. Dieser Ski wurde traditionell mit einem einzelnen Skistock gefahren.
Auch auf dem amerikanischen Kontinent wurden Ski schon früh verwendet. Der Goldrausch lockte europäische Siedler an, die mit hohen Bergen und extremen Wetterbedingungen konfrontiert waren. Die Skandinavier, 80 % davon Norweger, hatten ihre Ski mitgebracht, die am amerikanischen Kontinent „Snow-Shoes“ genannt wurden. John Tostensen, der sich John „Snow-Shoe“ Thompson nannte, war ein aus Norwegen eingewanderter Postbote, der sich als Skihersteller einen Namen machte. Seine Geschwindigkeitsrekorde bei der Postzustellung waren maßgeblich an der Verbreitung von Ski in Nordamerika beteiligt. Rasch wurden Ski von Kalifornien bis zum Klondyke beliebt. Aufzeichnungen von ersten Skirennen der Goldgräber um 1860 berichten von überdimensionalen Ski, die bis zu vier Meter lang waren.

### Ski als Heeresausrüstung
Aus der Zeit König Sverres, um das Jahr 1200, tauchen erstmals Erwähnungen von Skisoldaten auf, die in verschiedenen nordischen Kriegen und auch im Zusammenhang mit Aktionen während des Dreißigjährigen Krieges eine Rolle spielen.
In verschiedenen Ländern wie Finnland, Schweden, Norwegen, Frankreich, Italien, der Schweiz und Österreich begann man bereits vor dem Ersten Weltkrieg mit einer systematischen Skiausbildung im Heer. Der Franzose Henri Duhamel gilt für die Alpenländer als Vorreiter, er besorgte sich bei der Weltausstellung 1879 in Paris am schwedischen Stand ein Paar Ski und empfahl, Ski als Ausrüstung für Soldaten der französischen Truppen zu verwenden.
Bereits 1892 wurde bei den Goslarer und auch den Schlettstadter Jägern auf Befehl des preußischen Kriegsministeriums Skiausbildung durchgeführt. Allerdings wurde der militärische Wert der Skiausbildung von ziviler Seite her viel deutlicher erkannt und vehement propagiert. So lud der Skiclub Schwarzwald bereits 1896 die Schlettstadter Jäger zu Rennen ein, führte 1902 den Patrouillenlauf ein und gab 1905 bei Gründung des Deutschen Skiverbandes (DSV) die Anregung, dass dieser es als seine Hauptaufgabe betrachte, brauchbare Skiläufer für das Heer heranzubilden. 1904 erschien in der 'Kriegstechnischen Zeitschrift' ein Aufsatz mit dem Titel Der Ski in seiner militärischen Bedeutung.
Besondere Bekanntheit erlangten die finnischen Skitruppen, die während des Winterkriegs 1939/40 der Roten Armee trotz zahlenmäßiger Unterlegenheit hohe Verluste zufügten.

### Ski als Sportgerät
In Telemark wurden im 18. Jahrhundert Ski zum „Spaßgebrauch“ und für Rennen entwickelt. Diese Telemarkski erreichten eine für ihren Einsatzbereich vollkommene Form. Das Kviteseid-Skimodell – Hersteller Knut Haugen – bildet noch heute das Grundmuster für moderne Carving-Ski. Auch Sondre Norheim aus Morgedal war ein leidenschaftlicher Skiläufer und experimentierte viel. Mit seinen Erfindungen und Verbesserungen der Ausrüstung leitete er sozusagen die „Telemark-Epoche“ ein. Sein unentwegtes Experimentieren an Schwüngen und Sprüngen führte ihn zur Erfindung der ersten Seilzugbindung – seine Idee: Ski und Stiefel mit Hilfe einer Weidenrute fest zu verbinden. Dadurch wurde das Kurvenfahren sehr erleichtert und Ski-Springen überhaupt erst möglich. Sondre Norheims Entwicklungen sind als Grundlage für den modernen Skisport zu sehen.
Fridtjof Nansen durchquerte 1888 Grönland von Osten nach Westen auf Skiern, nachdem französische und englische Abenteurer zuvor in mehreren Versuchen an Schnee und Kälte gescheitert waren. Diese Expedition machte Nansen zu einem Nationalhelden. Das Buch, das er über seine Erlebnisse veröffentlichte, begeisterte viele Menschen und regte sie an, die neue Sportart der Ski-Pioniere auch selbst auszuprobieren. Das Skierlebnis Nansens fand Nacheiferer bei Tausenden von Studenten, und junge norwegische Auswanderer verbreiteten den Skilauf in ganz Europa.
Auch Mathias Zdarsky, Maler und Bildhauer aus dem österreichischen Lilienfeld, erstand ein Paar Ski aus Norwegen. Wie Duhamel in Frankreich kämpfte er nicht nur mit der Bindung, sondern mit der Sperrigkeit, besonders auf steilen Abfahrten. Er erkannte, dass die nordischen Ski für alpines Terrain viel zu lang waren. Mit einer Säge kürzte er die Ski auf 1,80 m und erhielt so drehfreudige Ski mit einem kleineren Radius. Maßgeblich trug auch seine Entwicklung der „Lilienfelder Bindung“ (im Volksmund „Fussbrechmaschine“) zum Fortschritt bei. Eine eiserne Fersenhalterung verhinderte das seitliche Abgleiten des Fußes und sicherte die Stabilität. Zdarsky erklärte seinen Ski zum „Alpinski“.
Die Skiwelle entwickelte sich am Anfang des 20. Jahrhunderts in Europa so stark, dass daraus ein Markt entstand. Da die aus Skandinavien importierten Ski zu teuer und sperrig waren, wurden Wagner und Tischler im Alpenraum zu Skiherstellern. Die endgültige Teilung von nordischen und alpinen Disziplinen und Skiformen wurde durch die Arlbergtechnik begründet. Hannes Schneider perfektionierte die Abfahrtstechnik der damaligen Zeit. Er entwickelte die skandinavische Methode mit alpinen Erfahrungen aus mehr als einem halben Jahrhundert weiter. Die Arlbergtechnik ist als Beginn der Ära des Skitourismus und der professionellen Skiherstellung zu sehen.
Abgelöst wurde die Arlbergtechnik bereits in den 1930er Jahren durch den heute noch aktuellen Parallelschwung von Anton Seelos. Mit dem Wirtschaftsaufschwung nach dem Zweiten Weltkrieg wurde der Skitourismus auch breiten Bevölkerungsschichten zugänglich und die Skihersteller wandelten sich von Handwerksbetrieben zu Massenproduzenten, die in technologischem Wettstreit bestrebt waren, die Fahreigenschaften der Ski zu verbessern.

### Chronik der bedeutendsten Skientwicklungen

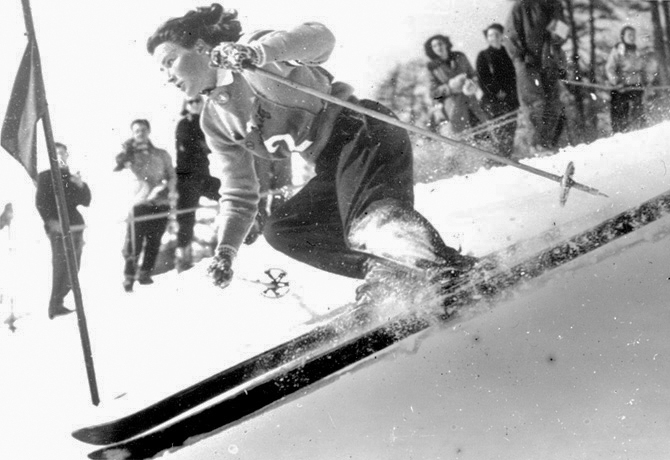
Erika Mahringer unterwegs zur Bestzeit im Kombinationsslalom mit dem ersten Kunststoff-Skibelag Cellulix, Olympische Winterspiele 1948

- Mitte 18. Jahrhundert: Entwicklung der Telemarkschweifung (Ski-Taillierung), Norwegen
- Mitte 19. Jahrhundert: Erfindung der Seilzugbindung, Sondre Norheim, Norwegen
- Etwa 1850: Erste Ski mit Vorspannung, Norwegen
- Um 1890: Entwicklung der Lilienfelder Stahlsohlenbindung und des „Alpinskis“ – Mathias Zdarsky, Österreich
- 1893: Entwicklung des ersten Ski in Verbundbauweise (zweilagiges Holzlaminat) – H. M. Christiansen, Norwegen
- 1928–1929: Entwicklung und Patentierung von Stahlkanten für Ski – Rudolf Lettner, Stadt Salzburg, Österreich[7]
- 1932: Entwicklung von haltbaren dreilagigen Skilaminaten mit wasserfestem Leim – Björn Ullevoldsaeter, Label Splitkein, Norwegen und unabhängig George Aaland, Seattle, USA, Label Anderson & Thompson
- 1944: Cellulix, erster Kunststoffbelag – Dynamic Skis, Frankreich
- 1945: Patent und Bau von Prototypen von ersten laminierten Ski aus Aluminium mit Holzkern – Wayne Pierce, David Richey, Arthur Hunt, Chance-Vought Aircraft, USA
- 1946: Erster laminierter Sandwich-Ski mit Holzkern und Kunststoff-Laminaten – Gomme Ltd, Großbritannien
- 1947: Erster Prototyp eines Ski aus einer Sandwichplatte mit Wabenkern aus Aluminium – Howard Head, USA
- 1948: Erstmaliger Einsatz und Durchbruch von Kunststoffbelägen bei Olympischen Spielen, Dynamic Skis, Frankreich
- 1949: Der „Metall-Ski“ bedeutet eine Revolution im Skibau – Head, USA
- 1949/1950: Der Zaschka-Klappski mit zusammenlegbaren Skistöcken wird gebaut – Engelbert Zaschka, Deutschland[8][9][10]
- 1955: P-Tex, erster Skibelag auf Polyethylen-Basis, setzt sich sofort gegenüber anderen Kunststoffbelägen durch – KOFIX (Walter Kofler), Innsbruck, Österreich
- 1959: Erste erfolgreiche Umsetzung von Glasfaser-Laminaten – Fred Langendorf und Art Molnar, Label „Toni Sailer“, Canada
- 1960: Erster bruchfester Kunststoffski „P60“ – Firma Noss, Mühlen[11][12]
- 1966: Erstes Patent für extrem taillierte Ski („Carving-Ski“ unter dem Namen „Kaninke“) – Zvone Debeljak, Jugoslawien
- Um 1968: Verbundbauweisen aus verschiedenen Materialien (Kunststoff, Aluminium, Holz) setzten sich rasch durch, diese Werkstoffe sind auch heute noch Basismaterialien im Skibau.
- Ab 1970: Alle großen Skifirmen stellen auf Massenproduktion um.
- 1976/77: Automatisierung der Prozesse bei der Produktion von Ski mit Kernen aus PU-Schaum
- Ab 1976/1977: Compact-Ski werden als alternative kürzere Skier von allen Firmen angeboten, verschwinden aber nach wenigen Jahren wieder vom Markt
- 1981: Bauteile werden erstmals mit CNC-Fräsmaschinen bearbeitet
- Ab 1978/79: Einbindung von Schäumtechniken zur kostengünstigen Massenproduktion und Beginn der Produktionsauslagerung in Niedriglohnländer
- 1991: Erste Carvingski tauchen am Markt auf.
- 1996: Alle Firmen präsentieren Carvingski.
- 1997: Der Carvingski wird zum Standardski.
- Um 2000: Europäische Skihersteller fertigen in vollautomatischen Produktionsanlagen
- 2001: Erste Rocker-Ski kommen im Freeride-Segment auf den Markt.
- 2010: Die Rocker-Bauweise verbreitet sich bei Allmountain- und Pistenski.[13][14]

## Wirtschaftliche Aspekte
Die Entwicklung der Skiindustrie ist durch einen starken Aufschwung während der 1950er bis 1980er Jahre, parallel zum Aufschwung des Skitourismus, geprägt. So stieg die Anzahl der Skifahrer von 5 Millionen weltweit im Jahr 1950 auf 35 Millionen im Jahr 1975. Danach war die Industrie mit teilweise dramatischen Einbrüchen und Veränderungen konfrontiert. Das vorhandene Zahlenmaterial ist inhomogen, Annahmen über die Zahl der Skiläufer weltweit gehen von 65 bis 70 Mio. Menschen bis 200 Mio. Menschen. Die Anzahl der jährlich verkauften Paar Ski sank von rund 8 Mio. (Ende der 1970er Jahre) auf 3,1 Mio. Paar Alpinski und 1,1 Mio. Paar Langlaufski (Saison 2005/06). Die sinkenden Produktionszahlen, nicht zuletzt durch den steigenden Anteil des Skiverleih-Geschäftes begründet, führen dazu, dass der Skimarkt in den letzten zwei Jahrzehnten durch Überkapazitäten im Produktionsbereich gekennzeichnet war. Zudem wurde in dieser Zeit die Produktivität durch die Entwicklung der Cap-Ski-Bauweise deutlich gesteigert.
Die Skiindustrie begegnet diesen Entwicklungen einerseits durch Innovationen wie den Carving-Ski, Firmenübernahmen und Verlagerung der Produktionsstätten in Niedriglohnländer, sowie einem Wandel vom reinen Skihersteller zum Komplettanbieter (Ski, Skibindungen, -schuhe, -stöcke etc.). Wachstumspotenziale werden gegenwärtig im Bereich der Abwanderung von Kunden aus dem Snowboardbereich in das wachsende Segment der Freeski-Szene, sowie der Entwicklung von neuen Märkten (Osteuropa, Asien) gesehen. Der Einfluss von Impulsen aus der Snowboardkultur in den Skibereich als auch die Entwicklung neuer Marketing- und Vertriebskonzepte führen gegenwärtig zu einer verstärkten Diversifikation der Produktpalette.
Seit den 1980er Jahren ist eine Umstrukturierung der ursprünglich aus Familienbetrieben hervorgegangenen Ski-Firmen zu Divisionen global agierender Konzerne zu beobachten. So gehört Atomic gemeinsam mit Salomon, Dynamic und Volant zur „Winter Sports Equipment Group“ des finnischen Konzerns Amer Sports, Rossignol mit der angegliederten Firma Dynastar wechselte im November 2008 von Quiksilver zur australischen Chartreuse & Mont Blanc Gruppe, Head Tyrolia Mares notiert an der Wiener und New Yorker Börse und auch der letzte große deutsche Skihersteller Völkl gehört aktuell zusammen mit dem US-Konkurrenten K2 Sports zur Kohlberg & Company LLC, ein Private-Equity-Unternehmen. Das Geschäft mit Ski ist in den Welt-Konzernen eines von vielen, entsprechend niedrig ist der Stellenwert. Viele Experten sehen darin einen nicht unerheblichen Grund für die wirtschaftlichen Schwierigkeiten der Skiindustrie.
Einen Ausweg haben kleinere Betriebe mit dem Fernbleiben vom Massenmarkt, der Beschränkung auf wenige Modelle oder mit individueller Fertigung gefunden. Im Hinblick darauf kann auch die anhaltende Neugründung und Marktpositionierung kleiner Manufakturen, wie beispielsweise Zai, Indigo, Prior Skis oder edelwiser Ski, gesehen werden. Auch im Freeride-Sektor gab es mit Black Diamond und Armada erfolgreiche Newcomer und Quereinsteiger wie Scott. Ihr Fokus liegt auf der Herstellung von Spezialski, der Verarbeitung von ausgefallenen Materialien und neuen Design- und Vertriebskonzepten. Diese Nischenstrategien bereichern den Skimarkt und haben eine Trendwende bei den erzielten Margen eingeläutet. Weiterhin bleiben die Absatzzahlen jedoch stark abhängig von der wirtschaftlichen Situation der Verbraucher und der Schneelage und -sicherheit, so dass neben der Schneesport- und Tourismusbranche auch die Skihersteller vom Ausbau der Beschneiungsanlagen in den letzten Jahren profitieren.

## Skitypen

### Alpinski

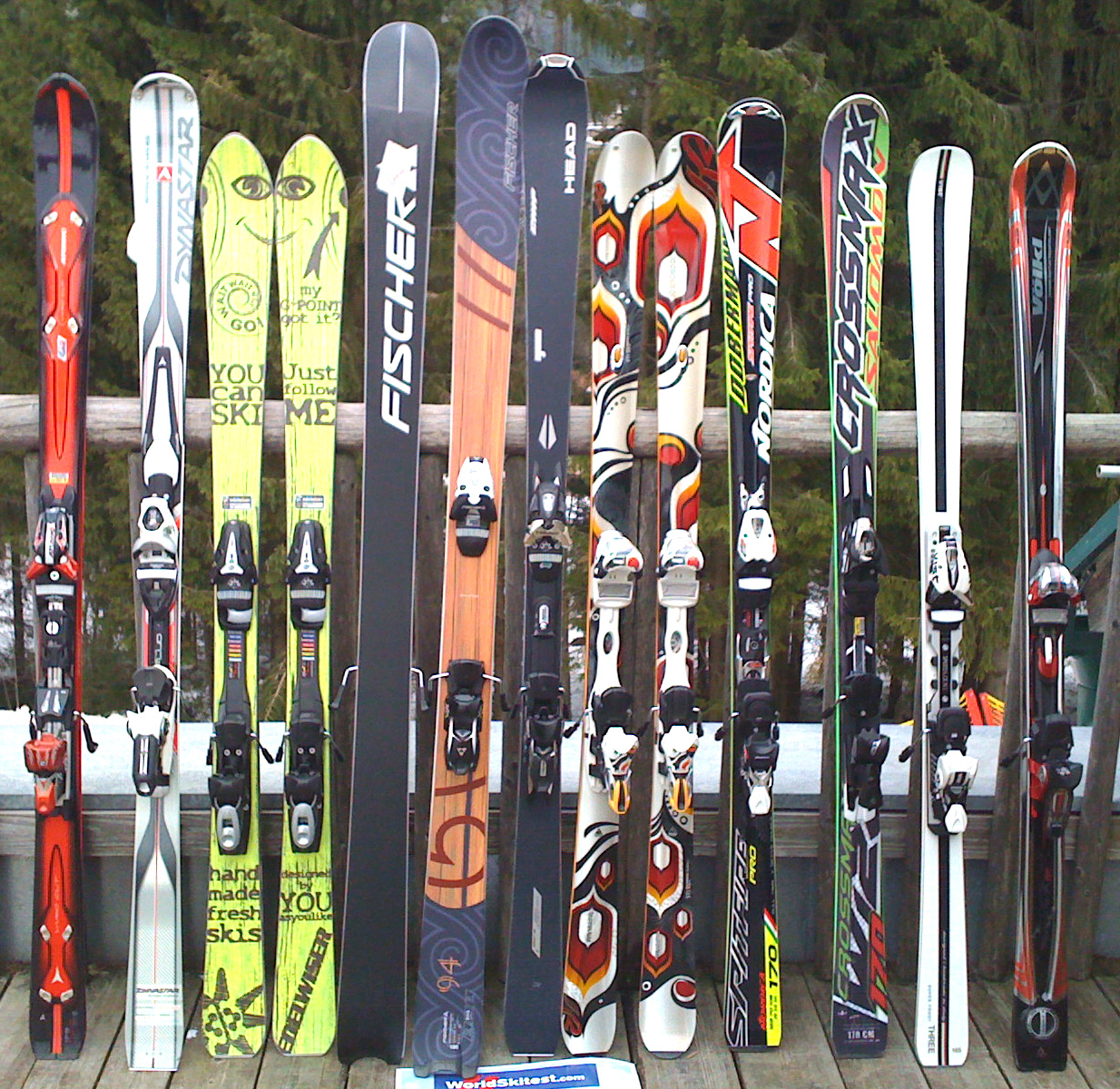
Auswahl von Alpin-Skimodellen diverser Hersteller aus der Saison 2009/10

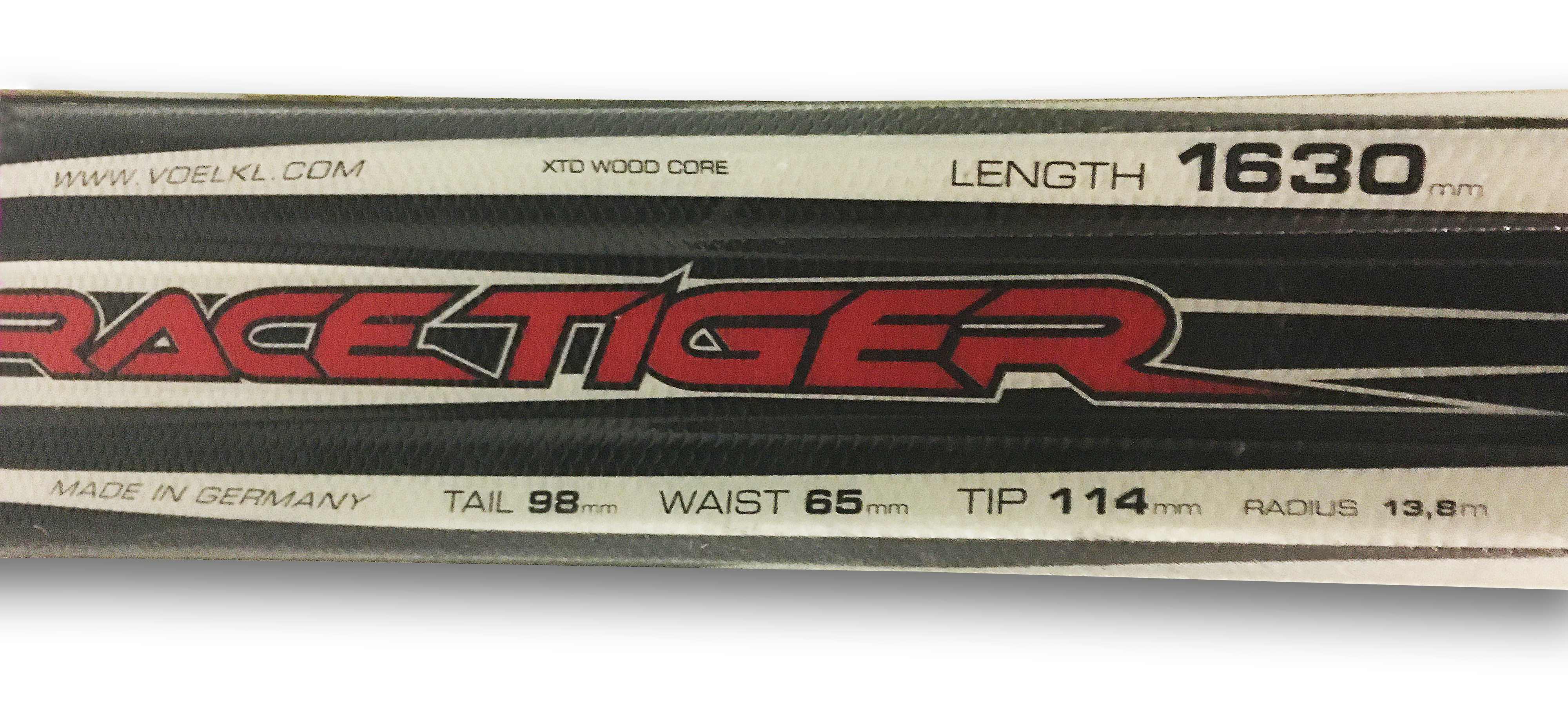
Hinterer Teil eines Slalom-Carving-Skis mit 163 cm Länge. Darauf sind die Werte für die Skibreite an Spitze (114 mm), Mitte (65 mm) und hinterem Ende (98 mm) sowie der Radius von 13,8 m aufgedruckt. Dass der Ski in seiner Mitte um mehrere Zentimeter schmaler als an Spitze und Heck ist, zeichnet die ab den 1990er Jahren eingeführten Carving-Ski aus. Dies resultiert in einem völlig anderen Fahrverhalten als bei den zuvor üblichen, völlig geraden Skiern, die dadurch vom Markt verdrängt wurden.

Alpinski sind speziell für das Abfahren konstruiert. Sie sind mit Stahlkanten versehen, die geschärft werden und somit guten Halt im Schnee und auf Eis gewährleisten. Die Geometrie und der Aufbau von Alpinski variiert je nach Einsatzbereich.
Moderne Alpinski für präparierte Piste werden fast ausschließlich als sogenannte Carving-Ski hergestellt. Daneben gibt es auch Spezialski für bestimmte Anwendungsbereiche im alpinen Skisport:
- Speedski sind spezielle Rennski für den Abfahrtslauf, den Super-G und das Geschwindigkeitsskifahren. Sie sind besonders lang und haben einen großen Konstruktions-Radius. Die von der FIS festgelegte Mindestlänge für den Abfahrts-Weltcup der Männer liegt seit der Saison 2012/13 bei 218 cm (zuvor 215 cm) und Frauen 210 cm, der vorgeschriebene Mindestradius beträgt 50 m (zuvor 45 m).[23] Speedski für Geschwindigkeitsrennen sind breiter als Ski für die alpinen Disziplinen, zwischen 2,25 und 2,40 m lang und nahezu parallelkantig, um die Gefahr des Verschneidens bei sehr hohen Geschwindigkeiten zu reduzieren und eine gleichmäßige Druckverteilung zu erleichtern. Speedski sind nicht wie landläufig angenommen steif und hart, sondern werden je nach Pistenbedingungen so weich wie möglich gewählt, um optimale Gleiteigenschaften zu erzielen.

- Mit Twintips, Ski mit sowohl vorn als auch hinten aufgebogenen Enden, kann selbst im Tiefschnee rückwärts (auch „switch“ genannt) gefahren, gesprungen und gelandet werden.

- Powderski (auch Fatboys) sind besonders breite Ski für das Fahren im Tiefschnee (meist haben diese auch einen großen Konstruktions-Radius und manchmal sogar einen negativen Sidecut, also konvexe Form) und sind z. T. als Rocker konstruiert, damit die Schaufel auf lockerem Schnee besser aufschwimmt.

- Zum Telemarken wurden früher spezielle Telemarkski, sogenannte Fjellski, benutzt. Heute werden taillierte Pistenski, Tourenski oder Freeride-Ski verwendet. Die angebotenen speziellen Telemarkski sind größtenteils Pendants zu den oben genannten Modellen.

#### Misch- und Sonderformen
- Tourenski werden in der Regel aus leichteren Materialien als Pistenski hergestellt, da sie nicht nur zum Abfahren verwendet werden, sondern mit ihnen auch aufgestiegen wird. Für den Aufstieg werden Steigfelle an der Unterseite angebracht, die durch den Haarstrich – nach hinten – ein Zurückrutschen des Ski verhindern. Man unterscheidet Klebefelle, die auf den Belag geklebt werden, Spannfelle, die mittels Spannvorrichtung an Skispitzen und -enden angebracht werden und kombinierte Klebe-/Spannfelle. Reine Spannfelle werden fast nicht mehr verwendet. Ein wesentlicher Bestandteil von Tourenski sind Tourenbindungen, die so konstruiert sind, dass für den Aufstieg der Skischuh nur an der Schuhspitze fixiert ist und für die Abfahrt auch die Ferse fixiert werden kann.

- Monoski sind besonders breite Ski, auf denen zwei Skibindungen parallel in Fahrtrichtung montiert sind. Dieses Funsportgerät lag in den 1980er Jahren im Trend, ist heute aber unüblich.

- Der Skwal ist eine etwas schmalere Mischform aus Monoski und Snowboard aber einiges breiter als ein normaler Ski. Der große Unterschied zum Snowboard und Monoski zeigt sich in der Position des Benutzers, denn dieser steht auf dem Skwal mit den Füßen hintereinander in Fahrtrichtung, wie beim Slalomski am Wasser. Der Skwal wurde 1992 von Thias Balmain, Frankreich, entwickelt.

- Skiboards, beispielsweise „Big Foot“ von Kneissl mit ca. 65 cm Länge oder Snowblades von knapp unter einem Meter ermöglichen eine relativ einfach erlernbare Bewegungsform und bieten gerade Anfängern einen leichten Einstieg ins Skifahren in Verbindung mit einer guten Schulung des Gleichgewichts. Der Nachteil zum langen und für den Anfänger oft schwieriger zu handhabenden Standardski ist die geringe Richtungsstabilität und die eingeschränkte Eignung der Skiboards zum Erlernen elementarer Skitechniken.

- Firngleiter, im Alpenraum häufig als Figl abgekürzt, sind ebenfalls sehr kurz und oft etwas breiter als Skiboards. Sie werden insbesondere für das Befahren schmaler Firnrinnen benutzt.

- Fassdauben (auch Daubenski genannt) sind die frühen Vorreiter von Ski in vielen Gegenden. Sie sind als Sportgerät schon lange verschwunden und werden nur mehr zu Demozwecken und bei sogenannten Fassdauben-Rennen zur Publikumsunterhaltung eingesetzt.

### Nordische Ski

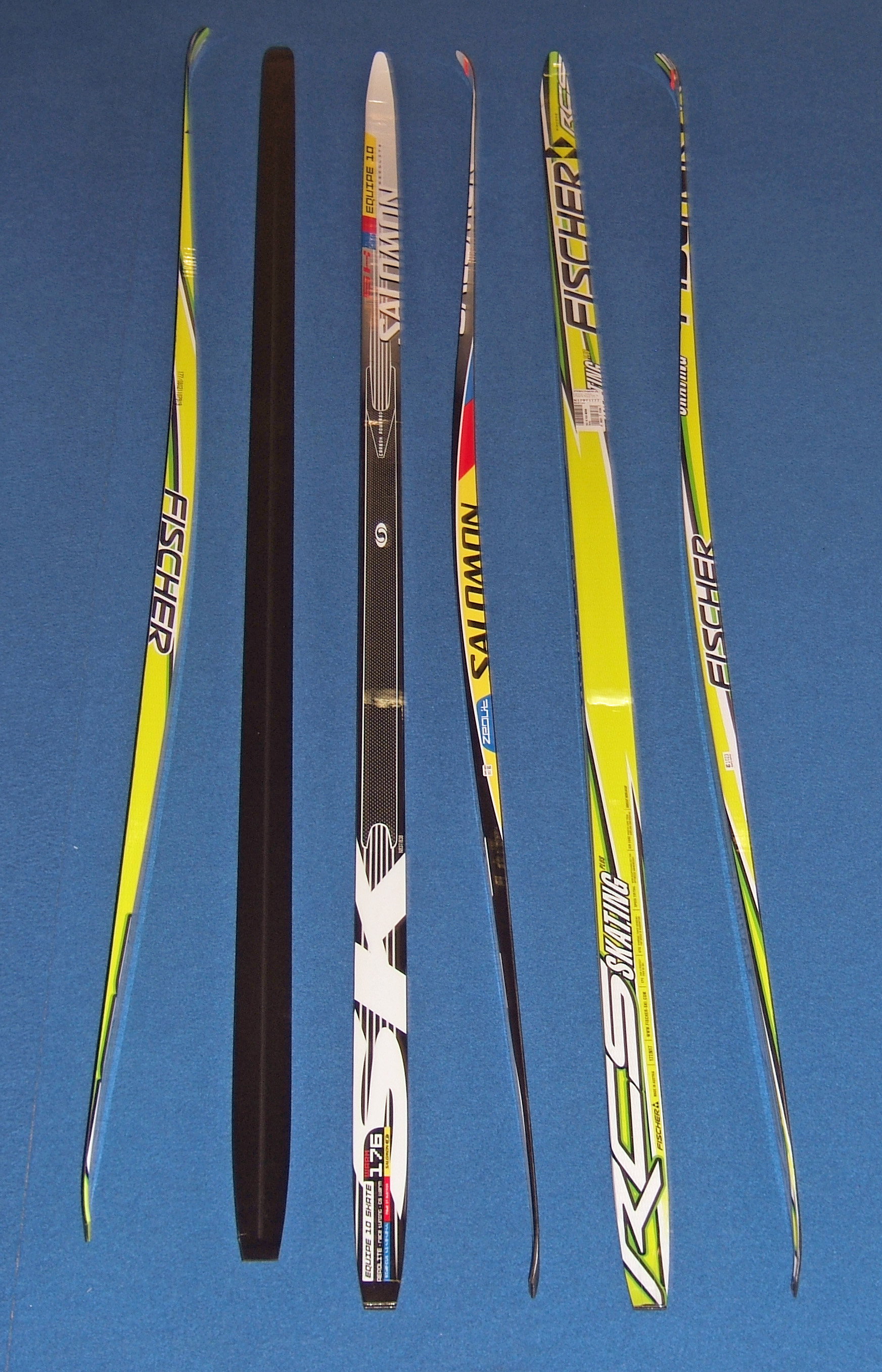
Verschiedene Skating-Ski, Langlauf

Im nordischen Skisport werden zwei grundlegend unterschiedliche Skitypen eingesetzt. Beiden gemein ist, dass sie eine Bindung haben, bei der nur die Schuhspitze fixiert wird, die Ferse aber frei bleibt.
- Langlaufski sind schmale, lange Ski, die vorwiegend zum Laufen verwendet werden. Abfahrten und insbesondere das Fahren von Kurven sind nur eingeschränkt möglich. Die Länge des Skis hängt in erster Linie von dem Körpergewicht und der gewählten Lauftechnik ab (nur teilweise von der Körperlänge). Unterschieden werden:
  - Klassische Rennski sind besonders schmal (4 bis 5 cm), haben keine Stahlkanten und sollten nur auf gespurten Loipen verwendet werden. Sie sind in der Mitte leicht nach oben gebogen. Die Skispannung muss so gewählt werden, dass der mittlere Bereich (Steigzone) nicht ständig den Schnee berührt. Die Steigzone wird mit Haftwachs behandelt oder weist Steighilfen (zum Beispiel in Form von Schuppen) auf. Die Gleitzonen vor und hinter der Steigzone werden mit Gleitwachs behandelt.
  - Skatingski sind im Gegensatz zu den klassischen Ski etwas kürzer und haben eine flachere Schaufel und einen anderen Spannungsverlauf. Es gibt keine Steigzone.
  - Cruising-Ski sind etwas breiter (5 bis 7 cm) und kürzer.
  - Touringski sind über 7 cm breit, manchmal auch mit einer Stahlkante versehen, geeignet für Wanderungen und Fahrten im freien Gelände.
- Sprungski sind breite Ski (bis zu 115 mm am Skiende und maximal 105 mm in der Tailierung)[24], die in Längen bis zu 2,75 m verwendet werden. Sie sind nur für die Benutzung von Skisprungschanzen geeignet.

## Bauweisen

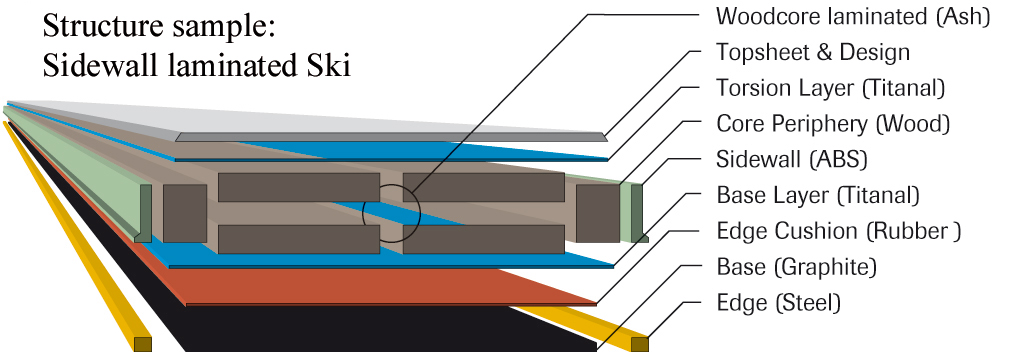
Sandwichbauweise im Querschnitt

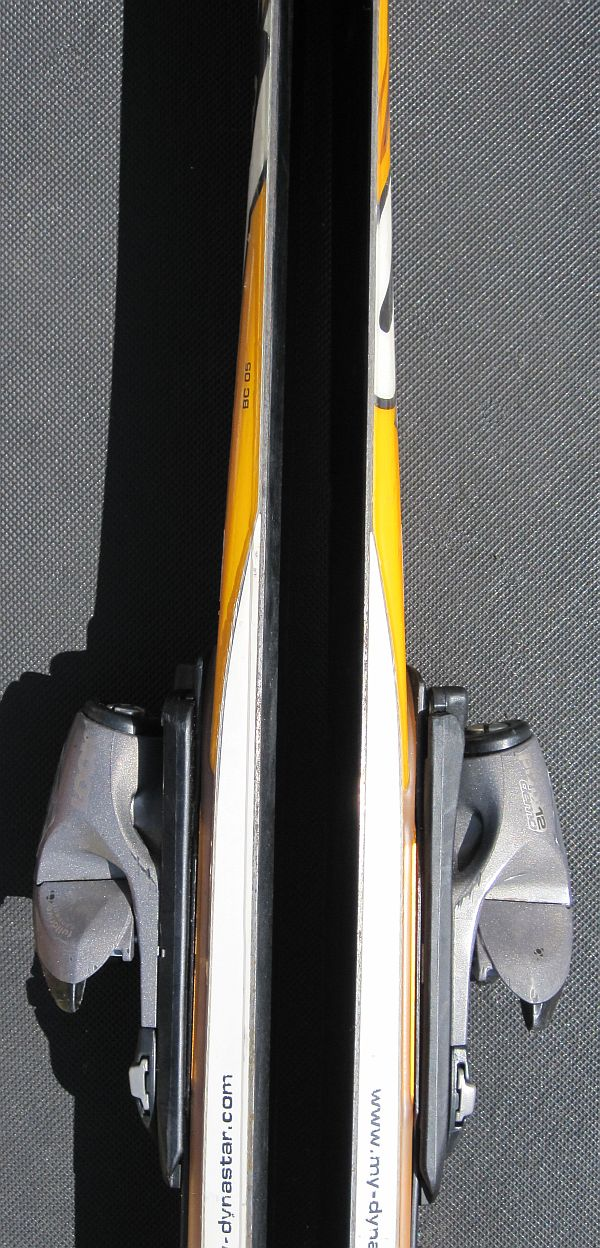
Ski mit kombinierter Seitenwangen- und Schalenbauweise

Seit den 1960er Jahren haben sich im Zuge der Industrialisierung aus einfachen Methoden des Skibaus zunehmend Verfahren entwickelt, die einer Massenfertigung zweckdienlich sind. Diese Produktionsverfahren sind sehr werkzeuglastig und bringen Produkte hervor, die meistens qualitativ nicht an Erzeugnisse in Handarbeit heranreichen. Der Großteil der am Markt befindlichen Ski im niedrigen Preissegment wird in sogenannten Schäumverfahren hergestellt. Innovationen auf diesem Sektor vollziehen sich sehr langsam, da eine Umrüstung von Maschinen und Werkzeugen sehr kostenintensiv ist. Allerdings gibt es auch einige hochwertige Schaum- oder Verbundkonstruktionen mit sehr geringem Gewicht, die speziell im Touren-Rennskibereich Verwendung finden.
- Injektionsverfahren
Bei dieser Konstruktion wird zwischen Unter- und Obergurt Polyurethan-Schaum (PU-Schaum) eingespritzt, der dann aushärtet.
- Verbundbauweise
Mit der sogenannten Verbundbauweise, bei der Holzstreifen in den Schaumkern eingelegt werden, erzielt man eine höhere Steifigkeit und eine bessere Schwingungsdämpfung.
- RIM-Bauweise (Reactive Injection Molding)
Ein Holzkern wird mit hochverdichtetem PU-Schaum verklebt. So wird der Ober- und Untergurt durch den Schaum mit dem Holzkern verbunden.
- Schalenbauweise (Cap)
Bei dieser Bauweise bestehen der Obergurt und die Seitenwangen aus einem Stück. In diese Schale werden der Kern (Holz, Schaum oder kombiniert), die Kanten, der Untergurt und die Lauffläche eingelegt und verklebt. Man unterscheidet hier die echte Cap-Bauweise, bei der die Schale eine tragende Schicht darstellt, und eine kosmetische Schalenbauweise, bei der eine Schale einfach nur das „Innenleben“ des Skis verdeckt.
- Sandwichbauweise (mit Seitenwangen) – („sidewall-laminated skis“)
Diese Ski bestehen aus mehreren Schichten. Sie werden in Handarbeit in einer der Skigeometrie entsprechenden Form (engl. mould) aufgebaut. Man beginnt mit dem Aufbau von unten mit dem Belag, den Kanten und einer Auflage für die Kanten. Anschließend wird ein Gelege aus Polyester-, Kohlenstofffasern oder anderen Materialien (Untergurt) und nach Bedarf auch oft eine Aluminiumlegierung (Titanal) eingelegt. Danach folgt ein Holzkern, je nach Konstruktion auch ein Kernabschluss seitlich, Seitenwangen und oberhalb des Holzkerns wieder Fasergelege (Obergurt) und nach Bedarf Versteifungsmaterialien. Den Abschluss bildet eine Deckfolie und die Skioberfläche. Das Ganze wird in der Form fixiert und mit Epoxidharzen unter Hitze und Druck in einer Presse verklebt.
Ski, die hochwertigsten Ansprüchen gerecht werden sollen, werden in dieser Bauweise hergestellt, da sie die präziseste Verarbeitung gewährleistet und die Ski einfacher modifiziert bzw. individualisiert werden können (Profil des Kernes, Ummantelung des Kernes, Schichten und Ähnliches).
- Torsionskasten-Prinzip und Wickeltechnik
Das Torsionskasten-Prinzip ist eine sehr aufwändige Bauweise. Um den Kern wird ein GFK-Schlauch laminiert (Torsionskasten). So befindet sich das Glasfasermaterial auch im senkrechten Bereich und macht den Ski verwindungsärmer und daher auch sehr eisgriffig. Da dieses Verfahren sehr arbeitsintensiv ist und sich nicht immer positiv auswirkt, verliert es gegenüber der Sandwichbauweise mit Seitenwangen an Bedeutung und wird zurzeit nur bei manchen Rennski verwendet.

Anmerkungen
- Auch die echte Cap-Konstruktion erfolgt streng genommen in Sandwichbauweise, denn diese Bauweise bedeutet, dass zwischen den tragenden Gewebelagen ein Stützstoff vorhanden ist (Holz, PU-Schaum o. ä.)
- Das Gegenstück einer Cap-Konstruktion ist eine Ausführung mit Seitenwangen, bei der die Decklage nicht bis zur Kante heruntergezogen wird und stattdessen extra Seitenwangen eingelegt werden. Der englische Ausdruck sidewall-laminated ist daher viel treffender.
- Es gibt nicht nur die reinen Konstruktionstypen, sondern auch Mischkonstruktionen, wie Kombination von Sandwich mit klassischen Seitenwangen (in der Mitte und hinten) und Cap (vorne), wodurch man auf weichere, biegsamere und tolerantere Schaufel (Schwungansatz) und auf Stabilität und Griffigkeit im Schwungverlauf zielt.
- Auch eine Kombination einer niedrigen Seitenwange mit einer Capabdeckung wird angewendet, dabei kann die Seitenwange verschiedenartig modifiziert werden.
- Die Beta-Konstruktion mit in den Ski eingearbeiteten Röhren („Tubes“) ist eine kommerzielle Bezeichnung von Atomic: „Power Channels“ (ebenfalls eine Marke von Atomic) sind Bestandteil davon, bei Dynamic heißen diese Röhren „Air Channels“. „Fibre Tube“ war die Bezeichnung bei Kästle-Ski Ende der 1990er Jahre (noch vor der Übernahme durch Benetton) mit zwei bzw. drei Röhren. Das Prinzip ist keinesfalls neu, so hatten auch LL-Ski von Germina dieses Konstruktionsprinzip schon vor vielen Jahren in Verwendung.

## Trivia
Die Schreibweise „Schi“ wurde durch einen NSDAP-Erlass auf ausdrücklichen Wunsch Adolf Hitlers eingeführt. Dazu gibt es ein Zitat in einem Schreiben von Martin Bormann an Hans Heinrich Lammers vom 3. Januar 1942 über die Schreibweise von Fremdwörtern:
„Damit wir nicht zu ähnlichen Verhältnissen kommen, wie sie im Englischen herrschen, wünscht der Führer, dass Schi mit Sch und nicht mit Sk geschrieben wird.“

## Dokumentation
- Die Ski-Saga. Regie: Pierre-Antoine Hiroz, ARTE, RTS, Frankreich, Schweiz, 53 Minuten, 2020